# Andrian Kraev
Andrian Kraev (en bulgare : Андриан Краев), né le 14 février 1999 à Vratsa en Bulgarie est un footballeur international bulgare qui joue au poste de milieu défensif à l'Hapoël Tel Aviv.

## Biographie

### En club
Né à Vratsa en Bulgarie, Andrian Kraev commence le football avec le club local du Botev Vratsa avant de rejoindre le Levski Sofia où il est formé pendant trois ans avant de faire son retour au Botev Vratsa en 2016. 
C'est avec ce club qu'il fait ses débuts en professionnel, jouant son premier match le 20 septembre 2016, lors d'une rencontre de coupe de Bulgarie face au Ludogorets Razgrad. Il entre en jeu à la place de Todor Chavorski (en) et son équipe est battue par quatre buts à zéro.
Lors de l'été 2017, Andrian Kraev rejoint le FC Hebar Pazardjik. Avec cette équipe il joue notamment dans la deuxième division bulgare. Le 12 septembre 2020, il se fait remarquer en réalisant un triplé lors d'une rencontre de championnat face au FK Yantra 1919 Gabrovo. Titulaire, il contribue à la victoire de son équipe par quatre buts à zéro.
Le 21 septembre 2020, Andrian Kraev s'engage en faveur du Levski Sofia, où il avait déjà évolué avec les jeunes sans atteindre les professionnels. Il déclare à l'occasion de sa présentation que le Levski Sofia est son club préféré depuis qu'il est tout petit.
Kraev inscrit son premier but pour le club le 14 août 2021, face au FK Tsarsko Selo Sofia, en championnat. Entré en jeu à la place de Borislav Tsonev (en), il participe à la victoire de son équipe par trois buts à un.

### En sélection
En juin 2022, Andrian Kraev est convoqué pour la première fois avec l'équipe nationale de Bulgarie par le sélectionneur Georgi Ivanov. Il honore sa première sélection lors de ce rassemblement, le 9 juin 2022, contre Gibraltar. Il est titularisé et les deux équipes se neutralisent (1-1 score final),.

## Vie privée
Andrian Kraev est le jeune frère de Bozhidar Kraev, lui aussi footballeur international bulgare.